# 慶運
慶運（けいうん、きょううん、永仁年間（1293年 - 1299年）- 正平24年/応安2年（1369年）頃）は、鎌倉時代後期から南北朝時代にかけての天台宗の僧・歌人。青蓮院法印浄弁の子。父浄弁とともに和歌四天王の一人に数えられる。

## 略歴
京都青蓮院との関係が深く祇園別当目代を3度務めている。
二条家流の歌人であるが、晩年は冷泉派に近づいたといわれている。叙景歌に優れ、歌は「風雅和歌集」「新後拾遺和歌集」「新続古今和歌集」に入集している。
家集には「慶運法印集」「浄弁並慶運集」がある。